# Karagüney
Karagüney ist ein Dorf (Köy) im Landkreis Pertek der türkischen Provinz Tunceli. Im Jahr 2011 lebten in Karagüney 155 Menschen.